# Železniške delavnice v Šiški
Železniške delavnice v Šiški (tudi Delavnica železniških vozil Šiška) je bivši železniški objekt v Spodnji Šiški (pri železniški postaji Ljubljana Šiška), kjer so se nahajali remontni, vzdrževalni in proizvodni obrati. Zaradi dejstva, da so delavnice edini in najstarejši ohranjeni kompleks kurilnice in železniških delavnic v Sloveniji, pri čemer najstarejši objekti izvirajo iz zadnje četrtine 19. in prve polovice 20. stoletja: rotunda z železno strešno konstrukcijo v starejšem delu, okretnica, stara orodjarna, stara kurilnica, staro upravno poslopje in livarna ter nepremično dvigalo italijanskega porekla iz časa prve svetovne vojne, so bile delavnice (vključno s postajnim poslopjem in spomenikom železničarjem, padli v drugi svetovni vojni) leta 2002 razglašene za kulturni spomenik lokalnega pomena.
Danes se v prostorih delavnic nahaja Železniški muzej Slovenskih železnic.